# Maurice Robert (peintre)
Pour les articles homonymes, voir Maurice Robert et Robert.
Maurice Robert, né le 26 mars 1909 à La Chaux-de-Fonds et mort le 12 juin 1992 dans la même ville, est un peintre, dessinateur et aquarelliste suisse.

## Biographie
Né d'un père infirme et d'une mère couturière, Maurice Robert fait ses études au Gymnase de La Chaux-de-Fonds où il a pour maître de dessin le peintre Edouard Kaiser, tandis qu'il est marqué par l'enseignement prodigué par Jean-Paul Zimmermann dans le domaine de la littérature, de l'histoire de l'art et de la philosophie. À l'âge de 14 ans, il décide qu'il sera peintre, et bénéficie de l'enseignement privé du peintre Charles Humbert.
Dès l'obtention de la Maturité fédérale, il se lance dans la peinture, entouré de ses amis peintres Lucien Schwob, Georges Dessoulavy et Pierre-Eugène Bouvier, ses aînés.
Il obtient en 1931 une bourse fédérale, qui lui permet l'année suivante de séjourner à Paris, où il fréquente les cours de l'Académie Ranson et y reçoit les conseils de Roger Bissière et de Amédée Dubois de La Patellière.
En 1936, il se marie et vient habiter près de La Neuveville au bord du lac de Bienne. De 1947 à 1950, il donne des cours de peinture à Bienne dans le cadre du Mouvement Culturel Romand. De retour à La Chaux-de-Fonds en 1952, il enseigne le dessin et l'histoire de l'art au Gymnase de cette ville jusqu'en 1974. Il meurt le 12 juin 1992.

## Œuvre
Après un début marqué par l'influence de Charles Humbert, il développe une peinture post-impressionniste (paysages, natures mortes, scènes d'intimité familiale) avant de se diriger d'abord vers des recherches plus géométriques basée sur l'étude du nombre d'or, puis progressivement vers une plus grande abstraction. En 1979, il abandonne définitivement la peinture à l'huile pour se consacrer à des recherches en matière (techniques mixtes utilisant du papier d'aluminium calciné, terres et cendres, écorces). Il réalise également de grandes tentures faites de déchets d'étoffes. Dans les années 1950 et 1960, il réalise d'importantes décorations murales intégrées à des édifices publics, et Suisse, et en Allemagne.

## Expositions sélectives
Maurice Robert expose régulièrement depuis 1932, et collectivement depuis 1934, très souvent avec ses amis Lucien Schwob, Georges Dessoulavy et Pierre-Eugène Bouvier. Une rétrospective célébrant 50 ans de peinture a lieu en 1976 à la Fondation du Grand-Cachot-de-Vent, près de La Chaux-du-Milieu (NE).
Depuis son décès en 1992, plusieurs expositions ont eu lieu avec le concours de la Fondation Maurice Robert, parmi lesquelles :
- 1996 : Collages, à Forum Meyrin, à Meyrin (Genève)
- 1997 : De pierre, d'arbres et de cendres, à Villeneuve Saint-George (France)
- 2002 : Rétrospective intitulée Fenêtres, au Musée des Beaux-Arts de La Chaux-de-Fonds
- 2016 : Maurice Robert et la parenthèse neuvevilloise, au Musée d'Art et d'Histoire de La Neuveville.